# 경인지방우정청
경인지방우정청(京仁地方郵政廳, Gyeongin Regional Communications Office)은 우정사업본부의 소속기관이다. 2011년 5월 30일 발족하였으며, 경기도 수원시 권선구 호매실로 22-55에 위치한다. 청장은 고위공무원단 나등급에 속하는 일반직공무원으로 보한다. 서수원우체국과 청사를 공유한다.

## 직무
- 우편물의 접수·운송 및 배달
- 우체국예금·우체국보험 등 우체국금융사업

## 연혁
- 1968년 11월 9일: 서울지방체신청으로부터 경기도와 강원도를 관할구역으로 이관받아 체신부 소속으로 중부지방체신청을 설치.[2]
- 1972년 6월 28일: 수원지방체신청과 원주지방체신청으로 분리.[3]
- 1979년 9월 7일: 경기지방체신청으로 개편.[4]
- 1982년 1월 1일: 서울지방체신청에 흡수.[5]
- 1994년 12월 23일: 정보통신부 소속으로 변경.[6]
- 2000년 7월 1일: 우정사업본부 소속으로 변경.[7]
- 2010년 11월 1일: 관할구역 중 인천시와 경기도를 이관받아 경인지방체신청을 분리.[8] 수원시 호매실로 46-16으로 청사 이전.
- 2011년 5월 30일: 경인지방우정청으로 개편.[9]
- 2014년 9월: 현 청사로 이전.

## 관할구역
- 인천광역시[10]
- 경기도

## 조직

### 청장
| - 감사관실 우정사업국 - 우정계획과 - 우편영업과 - 소포영업과 - 우편물류과 금융사업국 - 예금영업과 - 보험영업과 - 금융검사과 사업지원국 - 운영지원과 - 인력계획과 - 회계정보과 | - 우체국 - 부천우체국 - 인천우체국 - 서인천우체국 - 인천계양우체국 - 남인천우체국 - 인천남동우체국 - 의정부우체국 - 수원우체국 - 동수원우체국 - 군포우체국 - 안양우체국 - 성남우체국 - 성남분당우체국 - 안산우체국 - 고양일산우체국 - 고양덕양우체국 - 남양주우체국 - 시흥우체국 - 광명우체국 - 용인수지우체국 - 평택우체국 - 용인우체국 - 화성우체국 - 부평우체국 - 서수원우체국 - 이천우체국 - 안성우체국 - 포천우체국 - 경기광주우체국 - 파주우체국 - 김포우체국 - 구리우체국 - 강화우체국 - 가평우체국 - 양평우체국 - 여주우체국 - 동두천우체국 - 연천우체국 - 백령우체국 - 오산우체국 - 하남우체국 - 우편집중국 - 부천우편집중국 - 의정부우편집중국 - 안양우편집중국 - 고양우편집중국 - 성남우편집중국 - 수원우편집중국 - 물류센터 - 안양우편물류센터 |